# Dohos tölcsérgomba
A dohos tölcsérgomba (Singerocybe phaeophthalma) a pereszkefélék családjába tartozó, Európában és Észak-Amerikában elterjedt, mérgező gombafaj.

## Megjelenése
A dohos tölcsérgomba kalapja 2–7 cm átmérőjű, lapos, középen kissé bemélyedő. Színe piszkosfehéres, halvány szaruszínű, hús- vagy barnásszürke; nedvesen kissé sötétebb árnyalatú. Húsa kellemetlenül édeskés-dohos szagú (hasonlít a gyilkos galóca idős példányainak szagához; mások a baromfiól szagához hasonlítják), íze keserű.
Lefutó lemezei fehéresek, idővel szaruszürkésre sötétedők. Spórapora fehér, spórái oválisak, sima felületűek, 4,5-6 x 3-4,5 mikrométeresek.
Tönkje olyan színű mint a kalap, az alját vattaszerűen boríthatja a fehéres micélium.

### Hasonló fajok
Összetéveszthető a viaszfehér és a viaszostönkű tölcsérgombával (amelyeknek nincs dohos szaga) és a mezei tölcsérgombával, amely azonban nem erdőben, hanem réteken, legelőkön terem. Valamennyi mérgező.

## Elterjedése és termőhelye
Európában és Észak-Amerikában honos. Magyarországon ritka. Lomberdőben, főleg bükk és tölgy alatt lehet találkozni vele, ahol júliustól októberig terem csoportosan vagy egyesével.
Mérgező, muszkarint tartalmaz. A gomba fogyasztása után 1/4-4 órával verejtékezés, látászavar, hányás és hasmenés lép fel. Súlyosabb esetekben nem kizárt a halálos kimenetel.

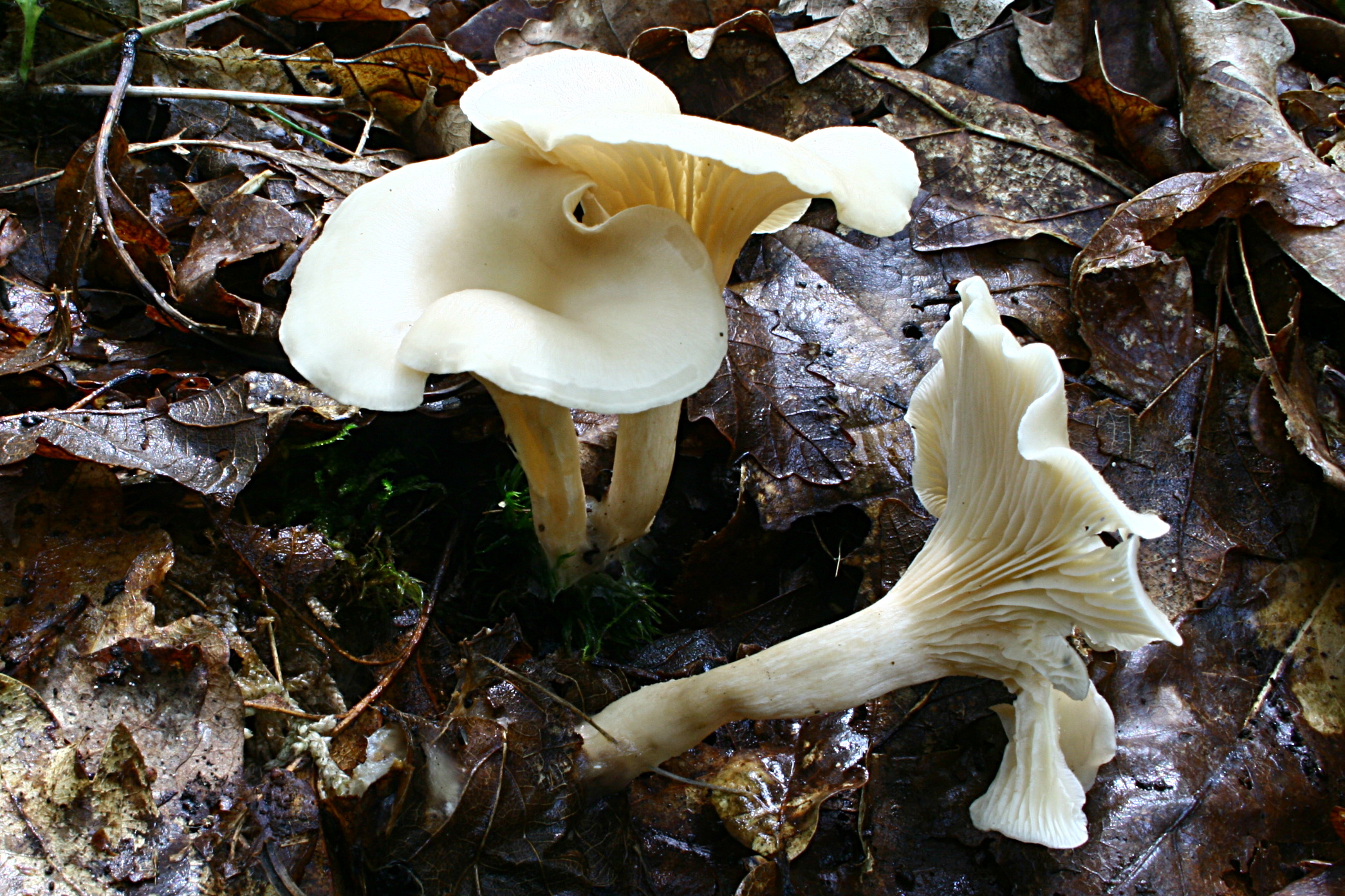
Dohos tölcsérgombák
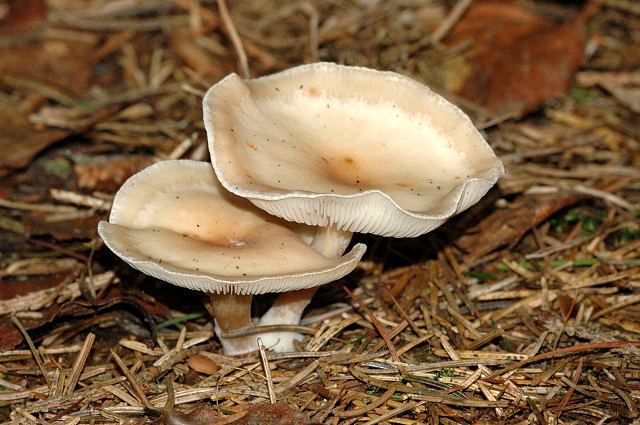
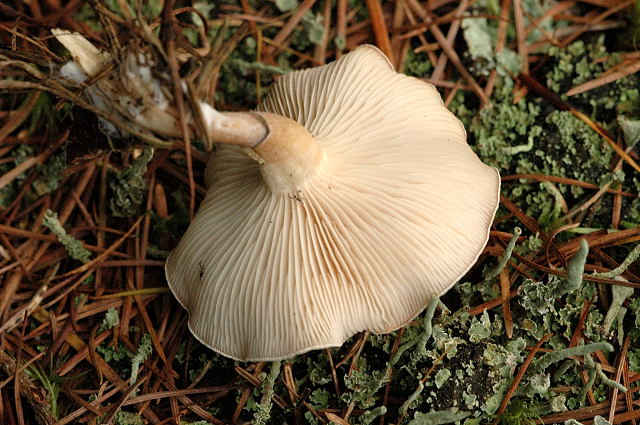
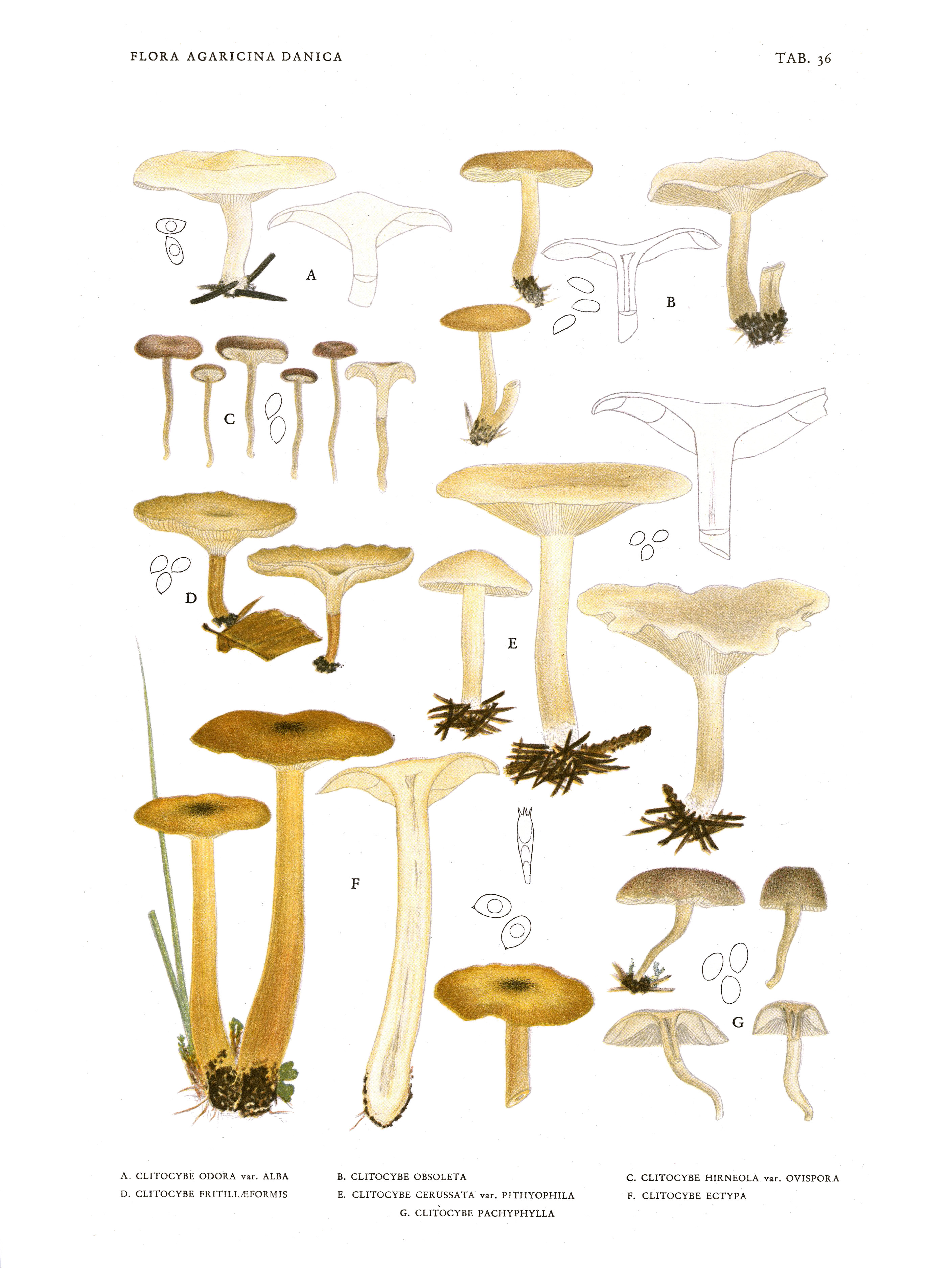
Ábrázolása (D) egy dán mikológiai könyvben (1940)